# 梅納赫河
48°55′21.36″N 12°39′50.4″E / 48.9226000°N 12.664000°E

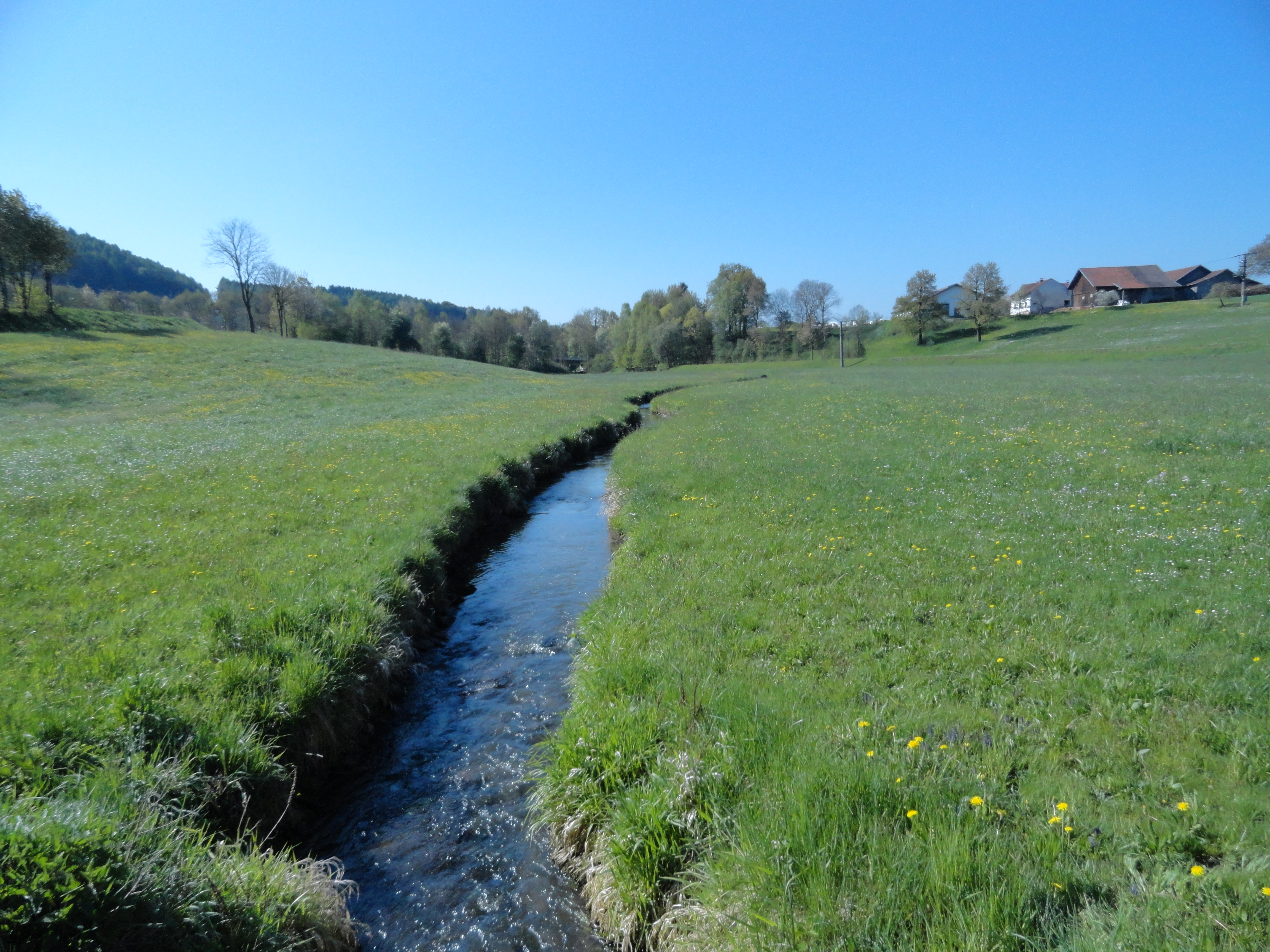
梅納赫河

梅納赫河（德語：Menach），是德國的河流，位於該國東南部，由巴伐利亞負責管轄，屬於金薩赫河的支流，河道全長26.1公里，流域面積57.9平方公里，發源自孔采爾。